# 西尤寧 (明尼蘇達州)
西尤寧（英語：West Union）是一個位於美國明尼蘇達州托德縣的城市。

## 歷史
西尤寧於1881年成立，1900年升格為城市。西尤寧的郵局於1860年設立，其後於1996年停運。

## 人口
根據2020年美國人口普查的數據，西尤寧的面積為1.24平方千米，當中陸地面積為1.15平方千米，而水域面積為0.09平方千米。當地共有人口92人，而人口密度為每平方千米74人。